# Pterostichini
Los pterostiquinos (Pterostichini) son una tribu de coleópteros adéfagos de la familia Carabidae.
Hay 13 géneros (134 según otros taxónomos) y centenares de especies descritas, posiblemente miles.

## Géneros

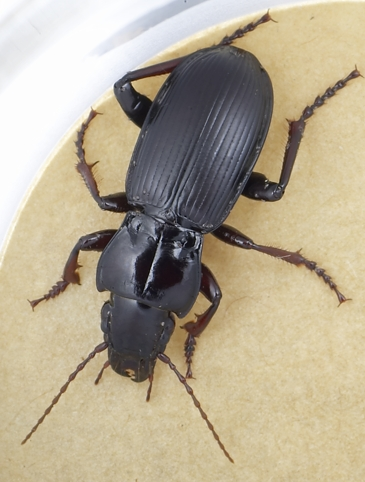
Pterostichus morionides

- Abaris Dejean, 1831
- Abax Bonelli, 1810
- Cyclotrachelus Chaudoir, 1838
- Gastrellarius Casey, 1918
- Hybothecus Chaudoir, 1874
- Lophoglossus LeConte, 1853
- Myas Sturm, 1826
- Piesmus LeConte, 1846
- Poecilus Bonelli, 1810
- Pseudabarys Chaudoir, 1873
- Pterostichus Bonelli, 1810
- Stereocerus Kirby, 1837
- Stomis Clairville, 1806